# 阿帕加多火山
41°53′0″S 72°35′0″W / 41.88333°S 72.58333°W

阿帕加多火山（西班牙語：Apagado），是智利的火山，位於該國南部湖大區，處於奧爾諾皮倫火山以西13公里和亞特火山西南面，屬於安第斯山脈的一部分，海拔高度1,210米。